# Římskokatolická farnost Letovice
Římskokatolická farnost Letovice je územní společenství římských katolíků s farním kostelem svatého Prokopa. Farnost je součástí boskovického děkanství v rámci brněnské diecéze. Do farnosti patří město Letovice (kromě části Zboněk) a obce Lazinov, Míchov a Skrchov.

## Historie farnosti
Fara v Letovicích je v písemných pramenech připomínána již v roce 1343. Farní kostel sv. Prokopa byl vystavěn na návrší nad městem ve druhé polovině 14. století. Po roce 1544 do roku 1630, za panování hrabat z Hardeku, byla hlavní loď kostela užívána protestanty. Katolíci mohli užívat pouze kapli Panny Marie se samostatným vstupem a kůrem. Kostel byl barokně přestavěn v závěru 17. století, gotickou zůstala zmíněná kaple a sakristie. V roce 1847 byla přistavěna věž, která nahradila dřevěnou zvonici stávající samostatně před kostelem.

## Duchovní správci
Farářem byl v letech 2003-2011 P. ICLic. Pavel Kopecký, po něm od roku 2011 do roku 2014 byl administrátorem P. ThLic. Jan Bezděk, který následně odešel z aktivní duchovní služby. Od 29. června 2014 do roku 2016 působil ve farnosti farní vikář R. D. Mgr. Tomáš Šíma. Dnem 1. prosince 2014 byl novým farářem ustanoven R.D. Tomáš Mikula. Toho k 1. srpnu 2019 vystřídal jako farář R. D. Mgr. Jiří Brtník.

## Bohoslužby
| Kostel                      | Místo    | Bohoslužba (den)                    | Hodina                 | Poznámka         |
| --------------------------- | -------- | ----------------------------------- | ---------------------- | ---------------- |
| kostel svatého Prokopa      | Letovice | neděle středa pátek sobota          | 7.30 a 9.00 18.00 7.30 | farní kostel     |
| kostel svatého Václava      | Letovice | neděle pondělí úterý čtvrtek sobota | 10.30 18.00            | klášterní kostel |
| kostel svatého Jiří         | Kochov   |                                     |                        | filiální kostel  |
| kaple svatého Jana Křtitele | Jasinov  |                                     |                        | kaple            |

## Aktivity ve farnosti
Na 19. října připadá Den vzájemných modliteb farností za bohoslovce a bohoslovců za farnosti brněnské diecéze. Adorační den se koná 2. ledna. Farnost se každoročně účastní akce Noc kostelů.
Ve farnosti se pravidelně pořádá tříkrálová sbírka. V roce 2015 se při ní vybralo 73 663 korun. V roce 2017 činil její výtěžek 77 282 korun.
Od roku 2014 pořádá farnost spolu s farností Rozhraní farní ples.

## Primice
Z farnosti pocházejí R. D. Mgr. Pavel Krč a Mgr. Pavel Vybíhal, kteří byli vysvěceni 23. června 2007.
Ve farnosti slavil primiční mši svatou 1. července 2014 R. D. Martin Hönig.